# Ашот Кухи
Ашот I (груз. აშოტ I; умер в 918 году), также известный как Ашот Кухи — грузинский принц Тао-Кларджети из династии Багратионов. Он был князем Верхнего Тао с титулом эриставт-эристави («князь-князей»). Его эпитет «Кухи» переводится как «Незрелый».

## Биография
Ашот был младшим сыном Гургена I. После смерти своего старшего брата Адарнасе в 896 году он, вероятно, правил вместе со своим племянником Давидом, который в то время был ещё несовершеннолетним. Когда Давид умер в 908 году, Ашот стал единственным правителем до своей собственной смерти в 918 году. Грузинские хроники Картлис Цховреба и современная агиография, такие как «Житии Григория Хандзтели» составленным Георгия Мерчуле, свидетельствуют о том, что Ашот был активным сторонником монашества и культурных проектов в Тао-Кларжети. Он спонсировал строительство собора в Тбети в Шавшети (ныне Чевизли, Турция) где он установил в качестве первого епископа Степана Мтбевари, у которого Ашот заказал агиографический роман «Мученичества Михаила (Гоброна)». Статуя, якобы изображающая Ашота Кухи, которая была вывезена из Тбети к концу Первой мировой войны, теперь выставлена в Государственный музей искусств Грузии в Тбилиси.